# Ravnstrup (Viborg Kommune)
 For alternative betydninger, se Ravnstrup. (Se også artikler, som begynder med Ravnstrup)
Ravnstrup er en by i Midtjylland med 415 indbyggere  (2024), beliggende 43 km øst for Holstebro, 26 km sydøst for Skive og 8 km vest for Viborg. Byen hører til Viborg Kommune og ligger i Region Midtjylland.
Ravnstrup hører til Ravnstrup Sogn, og Ravnstrup Kirke ligger i byen.

## Faciliteter
- Ravnstrup Forsamlingshus kan rumme 120 personer. Selskabslokalet kan deles i to af en foldedør, så den lille sal bliver på 5*8 meter og den store på 11*8 meter.[2]
- Ravnsbjerg Idrætsforening blev stiftet i 1970 ved sammenlægning af idrætsforeningerne i Ravnstrup, Finderup og Hald Ege. I Ravnstrup har foreningen klubhus og stadion, som ligger bag forsamlingshuset og også har legeplads og bålhytte. Indendørs idræt foregår i Hald Ege Idrætscenter.[3]

## Historie
I 1901 blev Ravnstrup beskrevet således: "Ravnstrup, ved Landevejen, med Kirke, Skole, Mejeri og Vandmølle med Valkeværk samt Jærnbanehpl.;"

### Kommunen
Ravnstrup Sogn og Finderup Sogn var annekser til Dollerup Sogn og havde altså ikke egne præster. Dollerup-Finderup-Ravnstrup pastorat blev grundlaget for Dollerup-Finderup-Ravnstrup sognekommune, som fungerede frem til 1966, hvor den sammen med Lysgård Sogn dannede storkommunen Ravnsbjerg. Denne var dog ikke stor nok til at være en selvstændig kommune, så den blev ved kommunalreformen i 1970 indlemmet i Viborg Kommune.

### Jernbanen
Ravnstrup har haft to stationer på Langå-Struer-banen. Da strækningen Viborg-Skive blev indviet 17. oktober 1864, gik banen gennem Ravnstrup. Det var den lige vej, fordi Viborgs første station var en rebroussementsstation, hvor både Langåbanen og Skivebanen kom ind fra syd. Det var upraktisk, at togene skulle skifte retning, så i 1896 fik Viborg sin nuværende gennemkørselsstation, hvorfra Skivebanen fortsatte mod nordvest. I første omgang foretog man kun den mest nødvendige forlægning af banen: den drejede mod sydvest uden for Viborg og blev i en ret skarp kurve tilsluttet den gamle Skivebane øst for Ravnstrup.
Togene kørte altså stadig gennem Ravnstrup by, men nu var det blevet en omvej. Hertil kom, at banen krydsede primærrute 16 to steder, hvor det med den stigende landevejstrafik ville være nødvendigt at anlægge viadukter. Derfor blev det i 1939 besluttet at anlægge den nuværende banestrækning nord for byen. Den er 1,4 km kortere end den gamle, har større kurveradius og mindre stigninger, så man kunne sætte farten op fra 90 til 100 km/t. Strækningen blev sammen med den nye station taget i brug 26. oktober 1943.
Persontrafikken på Ravnstrup Station ophørte dog i 1970. Begge stationsbygninger er bevaret, den gamle på Gårsdalvej 17 og den nye på Åbakken 14. Den nordlige ende af Kirkevej er anlagt på det gamle banetracé over Gårsdal Bæk.

### Genforeningssten
Hvor Kirkevej munder ud i Holstebrovej, står en sten der blev afsløret 15. juni 1926 til minde om Genforeningen i 1920.

## Midtjysk Motorvej (Hærvejsmotorvejen)
Vejdirektoratet er i gang med at planlægge en motorvej Midtjysk Motorvej (Hærvejsmotorvejen) (Primærrute 13) øst eller vest om Viborg, på strækningen mellem Løvel og Klode Mølle. Hvis linjeføringen vest om Viborg bliver valgt, kommer motorvejen til at gå øst om Ravnstrup.